# Indescribably Blue
«Indescriptably Blue» (en español "Indescriptiblemente triste") es una canción escrita por Darrell Glenn y grabada por Elvis Presley el 10 de junio de 1966.  La canción está compuesta en tiempo de vals y posee arreglos de guitarra que le dan un cierto aire a canción napolitana. RCA la sacó a la venta en el mercado como disco simple junto a Foold Fall In Love el 9 de enero de 1967. Indescribably Blue consiguió ingresar a varias listas de éxitos durante el mismo año de su lanzamiento. 

## Historia
Elvis grabó la canción entre el 10 y el 12 de junio de 1966 en el legendario estudio B de la RCA en Nashville, Tennessee. Fue durante las mismas sesiones de grabación que Presley puso su vos a los temas If Every Day Was Like Christmas y I’ll Remember You. La parte instrumental se habría registrado en el mismo estudio dos días antes. La tomas máster de la parte vocal de Elvis se extrajo de la toma # 2.  Editada como sencillo por RCA Records el 9 de enero de 1967, junto a la canción "Fools Fall in Love".  estas se alzaron como canciones novedosas que no pertenecían a bandas sonoras de películas. 
Indescriptably Blue alcanzó el puesto número 33 en la lista de éxitos estadounidense Billboard Hot 100 el 24 de febrero de 1967. 
Jerry Schilling, miembro del séquito de Presley, describió "Indescriptably Blue" como "una balada intensa, emotiva y vocalmente exigente".  El biógrafo Peter Guralnick describió la canción como "una balada bonita y algo insípida". 

## Posicionamiento en listas
| Listas (1967)                    | Puesto |
| -------------------------------- | ------ |
| Australia Goset                  | 11     |
| \| Canadá                        | 38     |
| Estados Unidos Billboard Hot 100 | 33     |
| Keener                           | 17     |
| Record World                     | 29     |
| ReinoUnido Uk Singles Chart      | 21     |